# Bukovik (gmina Prijepolje)
Bukovik (cyr. Буковик) – wieś w Serbii, w okręgu zlatiborskim, w gminie Prijepolje. W 2011 roku liczyła 34 mieszkańców.